# Foz do Iguaçu
Foz do Iguaçú és una ciutat de l'estat brasiler de Paraná. La població era de 255.712 habitants el 2012 i la seva superfície total és 617,7 km².
Prop de la ciutat es troba la central hidroelèctrica d'Itaipú, així com les mundialment famoses Cascades de l'Iguaçú

## Història
El primer europeu que va arribar a la regió va ser Álvaro Núñez Cabeza de Vaca, el 1542, però no va ser fins al 1881 que els primers colonitzadors van establir-se de forma definitiva a la regió.
El 1888 l'enginyer militar José Joaquim Firmino va trobar en la regió un poble amb 324 persones i va fundar una colònia militar, que va ser eliminada el 1912 i va passar al domini del municipi de Guarapuava. El 14 de març de 1914 el poble va segregar-se de Guarapuava i va tornar a tenir l'estatus de municipi.

## Clima
Foz de Iguazú té un clima subtropical humit mesotèrmic, classificat per Köppen com CFA. La ciutat té una de les gammes més grans de temperatura anual de l'Estat, al voltant d'11 °C de diferència mitjana entre l'hivern i l'estiu, això es deu a una menor influència del mar com passa en altres municipis. Així que els estius solen ser molt calents, amb temperatures màximes mitjanes al voltant de 35 °C, de vegades superant la marca dels 42 °C, i encara que els hiverns, de mitjana, es consideraren suaus, encara que propicien caigudes bastant brusques de temperatura que poden fer que la temperatura caigui per sota de zero durant el pas dels fronts freds amb les masses d'aire polar a la part posterior. Les pluges tendeixen a ser distribuït en tot l'any, amb una petita disminució a l'hivern, i les precipitacions anuals són al voltant de 1800 mm.

## Economia
Les principals fonts d'ingressos de Foz de Iguaçú són el turisme i la generació d'energia hidroelèctrica. És coneguda internacionalment pels seus atractius turístics, que porten visitants del Brasil i del món.
El més famós és el conjunt de caigudes anomenat les Cascades de l'Iguaçú al Parque Nacional do Iguaçú (Patrimoni Mundial de la Humanitat per la UNESCO), la presa d'Itaipú Binacional (la presa hidroelèctrica més gran del món, en la producció d'energia), el lloc de referència Tres Fronteres, la boca de les cascades en el riu Paraná (zona on conflueixen les fronteres de l'Argentina, el Brasil i el Paraguai), el Pont de l'Amistat (la frontera entre el Brasil i el Paraguai) i el Pont de la Fraternitat (la frontera entre el Brasil i l'Argentina), o el Parque das Aves (al voltant de 900 ocells de 150 espècies), entre d'altres.

## Infraestructures

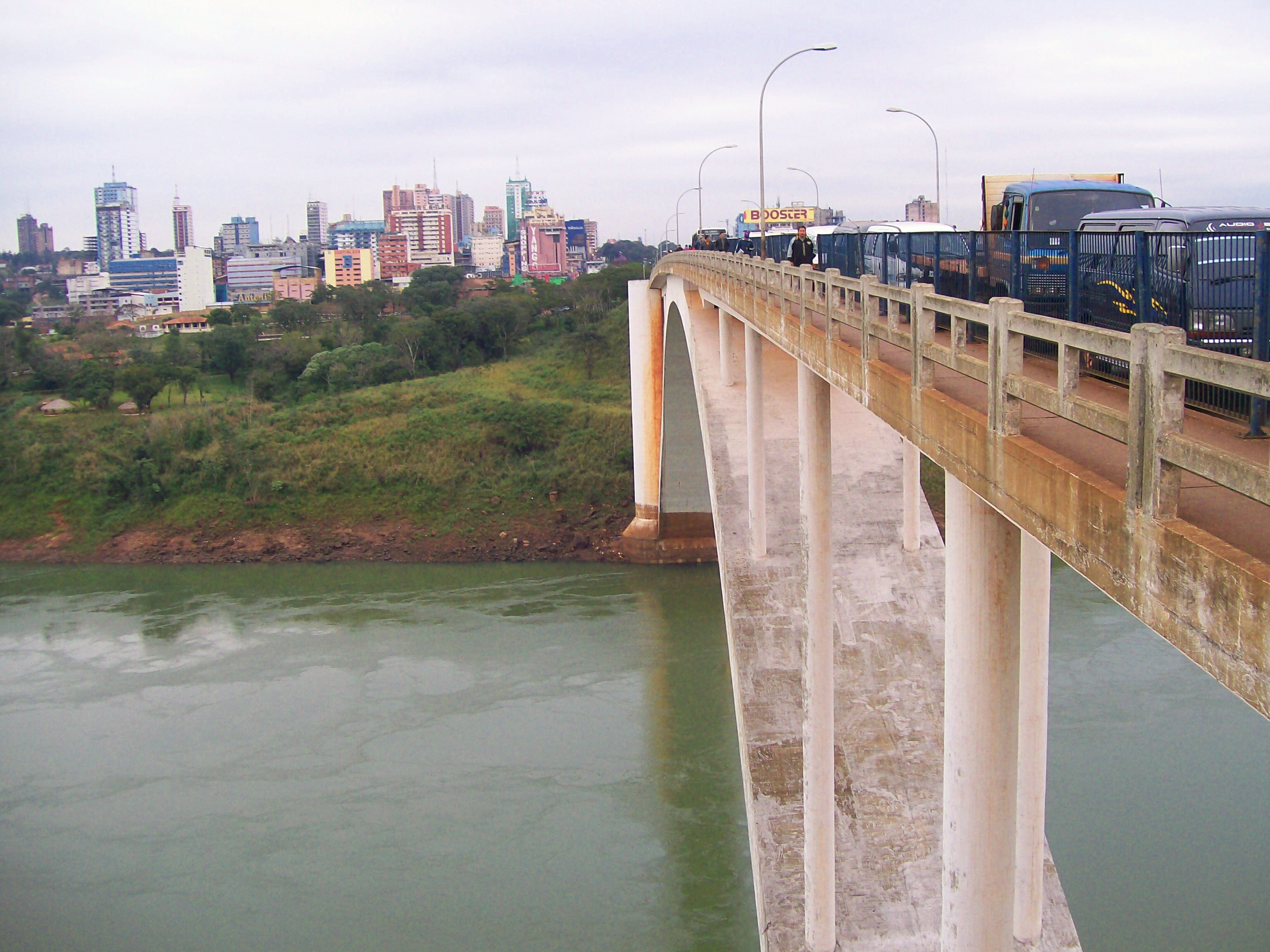
Pont de l'Amistat, entre el Brasil i el Paraguai (amb Ciudad del Este al fons).

Foz do Iguaçu, compta amb un dels més grans parcs hotelers del Brasil, i un aeroport internacional, servit per les principals companyies aèries.
A més de les atraccions turístiques conegudes, té una gran varietat de restaurants, xurrasqueries, bars i discoteques. La carretera d'accés es fa per la BR-277.